# Foots Walker
Clarence Walker dit Foots Walker, né le 21 mai 1951 à Southampton (New York), est un joueur américain de basket-ball.

## Biographie
Il passe deux ans junior college de Vincennes, où il forme un duo détonnant avec Bob McAdoo pour remporter invaincu le championnat national avec 34 victoires, avant de rejoindre la NAIA avec les Wolves de la Géorgie occidentale.
Il est drafté le 28 mai 1974 par les Cavaliers de Cleveland au 3e tour (38e choix) de la draft 1974 de la NBA, sur un choix récupéré le 24 octobre 1972 lors de l'échange de Charlie Davis avec les Trail Blazers de Portland. Il reste six saisons dans l'Ohio avant d'être transféré le 24 septembre 1980 aux Nets du New Jersey contre Roger Phegley. Il est envoyé avec un second tour de draft 1984 (qui sera Tom Sluby) et un premier tour de draft 1985 (qui sera Bill Wennington) aux Mavericks de Dallas contre Kelvin Ransey le 12 août 1983, mais les Mavs le libèrent le 11 octobre 1983 et il signe le 27 octobre un nouveau contrat avec les Nets, qui le rompront au cours de la saison suivante le 13 décembre 1984,.
Avant que LeBron James ne banalise cette performance, il est le premier Cavalier à réussir un triple-double, en 1979.
Meneur, il est l'un des meilleurs passeurs de la ligue en 1977-1978 (7e avec 5,6 passes par rencontre), puis en 1979-1980 (3e avec 8,0 passes par rencontre). Il se classe également tris fois parmi les dix meilleurs intercepteurs en 1977-1978 (6e avec 2,2), en 1977-1978 (4e avec 2,4), et en 1977-1978 (9e avec 2,0). il dispute un total de 658 matches pour 4 199 points (6,4 par rencontre) 1 686 rebonds (2,6) 3 111 passes décisives (4,7).